# Cantonul Le Cœur de Béarn
Cantonul Le Cœur de Béarn este un canton francez din departamentul Pyrénées-Atlantiques.

## Istorie
Un nou decupaj teritorial al departamentului Pyrénées-Atlantiques a intrat în vigoare în 2015. Acesta a fost definit prin decretul din 25 februarie 2014, în aplicarea legilor din 17 mai 2013 (legea organică 2013-402 și legea 2013-403).

Cantonul Cœur de Béarn este format din comunele fostelor cantoane Lagor (15 comune), Monein (8 comune), Navarrenx (21 comune), Oloron-Sainte-Marie-Est (1 comună), Saint-Palais (1 comună) și Lasseube (1 comună). Prin această redistribuire administrativă, teritoriul cantonului depășește limitele arondismentelor, având 15 comune incluse în arondismentul Pau și 31 în arondismentul Oloron-Sainte-Marie. Centrul cantonal se află în Mourenx.

## Compoziție
- Mourenx (reședință)
- Abidos
- Abos
- Angous
- Araujuzon
- Araux
- Audaux
- Bastanès
- Bésingrand
- Biron
- Bugnein
- Cardesse
- Castetnau-Camblong
- Castetner
- Charre
- Cuqueron
- Dognen
- Gestas
- Gurs
- Jasses
- Laà-Mondrans
- Lacommande
- Lagor
- Lahourcade
- Lay-Lamidou
- Loubieng
- Lucq-de-Béarn
- Maslacq
- Méritein
- Monein
- Nabas
- Navarrenx
- Noguères
- Ogenne-Camptort
- Os-Marsillon
- Ozenx-Montestrucq
- Parbayse
- Pardies
- Préchacq-Navarrenx
- Rivehaute
- Sarpourenx
- Sauvelade
- Sus, Pyrénées-Atlantiques
- Susmiou
- Tarsacq
- Viellenave-de-Navarrenx
- Vielleségure

## Date demografice
În 2021, cantonul avea 26.504 locuitori, înregistrând o  scădere cu -2,71% față de 2015 (Pyrénées-Atlantiques: +3,43%, Franța fără Mayotte: +2,98%).